# BahnRadRoute Weser-Lippe

Beschilderung

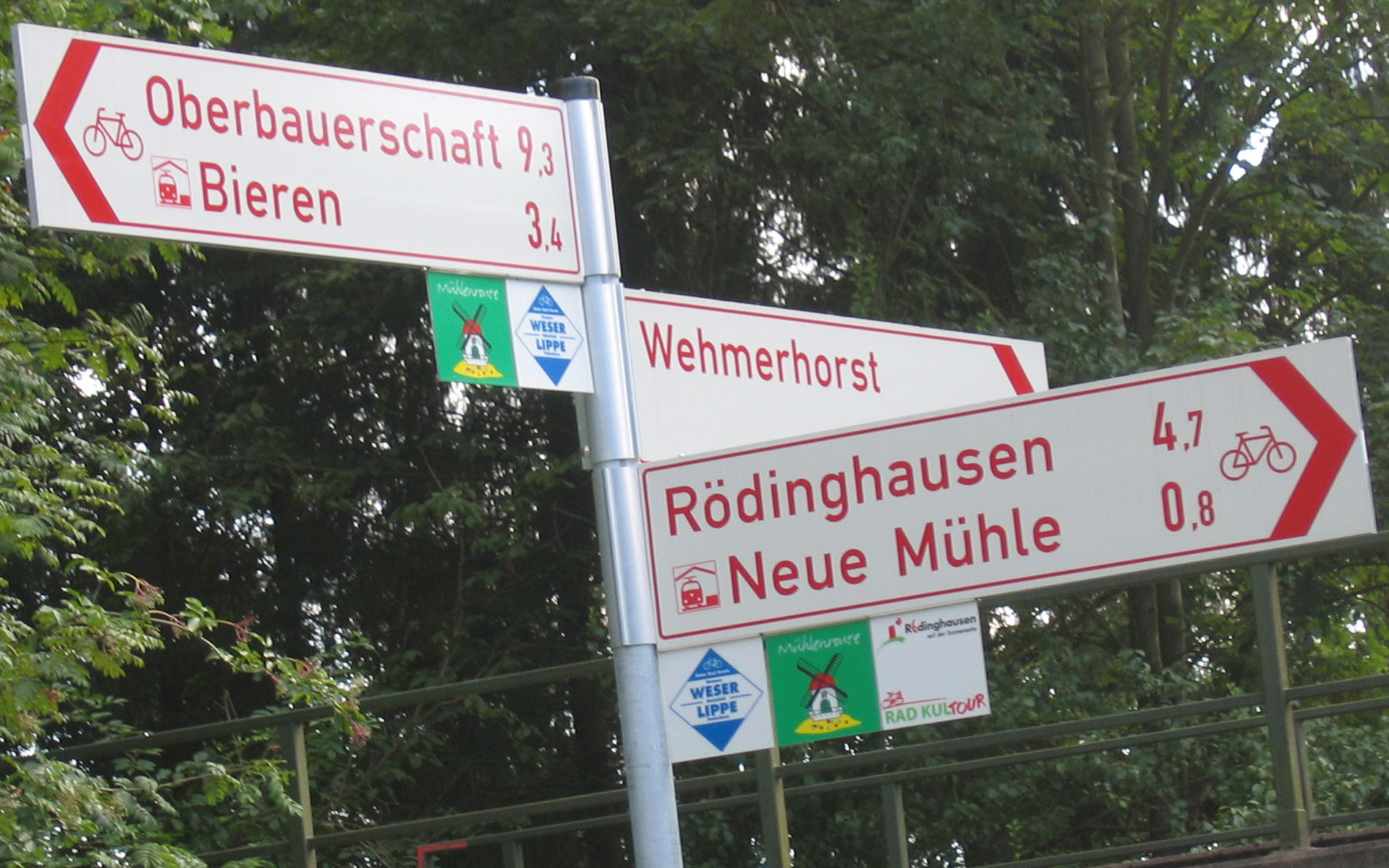
Radwegschild der BahnRadRoute Weser-Lippe bei Rödinghausen

Die BahnRadRoute Weser-Lippe war ein Radfernweg von Bremen nach Paderborn. Der Radweg hatte eine Länge von ca. 350 Kilometern (abhängig von der Wahl alternativer Streckenabschnitte) und führte durch Bremen, Niedersachsen und Nordrhein-Westfalen. Zum Ende des Jahres 2021 wurde die BahnRadRoute Weser-Lippe ebenso wie die Hellweg-Weser Route eingestellt. Die Routen sind zwar weiterhin befahrbar, eine durchgehende Beschilderung ist aber nicht mehr garantiert.

## Beschreibung
Der Radfernweg beginnt in Bremen und führt zunächst durch die Norddeutsche Tiefebene, teils entlang der Weser, nach Ostwestfalen-Lippe. Die Route hat mehrere alternative Streckenführungen. Die Streckenabschnitte in Ostwestfalen-Lippe führen durchs Wiehengebirge, Ravensberger Hügelland, Lipper Bergland,  Teutoburger Wald und Eggegebirge und sind somit radlerisch anspruchsvoller als der nördliche Teil.
Der Radweg ist als „BahnRadRoute“ konzipiert. Es besteht daher an vielen Orten die Möglichkeit, auf die Bahn umzusteigen und Teilstrecken per Zug zurückzulegen oder die individuelle Radtour an einer Zwischenstation zu beginnen. Die Route führt parallel zu den Eisenbahnstrecken Weser-Hase-Bahn (Bremen–Twistringen), Ravensberger Bahn, Wiehengebirgsbahn, Begatalbahn („Der Lipperländer“) und Bahnstrecke Herford–Altenbeken („Ostwestfalenbahn“).
Folgende Gemeinden liegen an der Strecke:
Bremen, Weyhe, Syke, Bassum, Twistringen, Schwaförden, Sulingen, Kirchdorf, Wagenfeld, Rahden
- Alternative 1: Stemwede

Espelkamp, Preußisch Oldendorf, Rödinghausen, Bünde, Kirchlengern, Hiddenhausen
- Alternative 2a: Herford, Bad Salzuflen
- Alternative 2b: Enger, Bielefeld, Leopoldshöhe, Oerlinghausen, Lage
- Alternative 3: Lemgo

Detmold, Horn-Bad Meinberg
- Alternative 4: Steinheim-Sandebeck

Altenbeken, Bad Lippspringe, Paderborn